# فيرينجن
فيرينجن (نطق هولندي: [ˈʋiːrɪŋə(n)]  ( أنصت) هي جزء من البلدية الجديدة هولاندز كرون، تأسست عام 2012 في مقاطعة شمال-هولندا في هولندا.

## أعلام
- دونيايل مالين
- ايريك هايبلوك